# Gilda (serie de televisión)
Yo soy Gilda: amar es un milagro es una próxima serie de televisión biográfica argentina basada en la vida de la cantante argentina de cumbia, Gilda. Será protagonizada por Brenda Asnicar y producida por Habitación 1520, la misma productora de la película de 2016 protagonizada por Natalia Oreiro, Gilda, no me arrepiento de este  amor (2016).
Bajo la dirección y producción de Benjamín Ávila, la serie de trece capítulos, profundizará en los orígenes de Miriam Alejandra Bianchi como maestra jardinera y madre hasta su transformación en Gilda.

## Reparto
- Brenda Asnicar como Gilda.